# DFA Records
DFA Records är ett oberoende amerikanskt skivbolag och produktionsteam med säte i New York. Skivbolaget startades 2001 av Tim Goldsworthy, James Murphy från LCD Soundsystem och Jonathan Galkin. DFA har ett distributionsavtal med EMI.

## Artister
Följande artister har givit ut material på DFA:

- Altair Nouveau
- Benoit & Sergio
- Black Dice
- Black Leotard Front
- Black Meteoric Star
- Black Van
- Booji Boy High
- Canyons
- Capracara
- The Crystal Ark
- Delia Gonzalez & Gavin Russom
- Discodeine
- Eric Copeland
- Gunnar Bjerk
- Free Energy
- Hercules and Love Affair
- Holy Ghost!
- Hot Chip
- Invisible Conga People
- James Curd
- Jee Day
- J.O.Y.
- The Juan Maclean
- LCD Soundsystem
- Liquid Liquid
- Michoacan
- NDF
- Panthers
- Peter Gordon & the Love of Life Orchestra
- Pixeltan
- Planningtorock
- Prinzhorn Dance School
- Pylon
- Q&A
- The Rapture
- Ray Mang
- Runaway
- Shit Robot
- Shocking Pinks
- Still Going
- Syclops
- Tiago
- TBD
- YACHT
- Walter Jones
- Woolfy